# Raclia
Raclia là một chi bướm đêm thuộc họ Erebidae.